# Hyperlapse
Hyperlapse (các tên khác: walklapse, spacelapse, stop-motion time-lapse, motion timelapse, moving timelapse) là một kỹ thuật phơi sáng trong nhiếp ảnh chuyển dịch thời gian, trong đó vị trí của máy ảnh được thay đổi giữa các lần phơi sáng để tạo một video ảnh chụp liên tục theo chuỗi thời gian. Ngược lại với một chuỗi thời gian chuyển động đơn giản - chụp bằng dolly và được thực hiện với thanh trượt camera ngắn; trong nhiếp ảnh hyperlapse, máy ảnh được di chuyển qua những khoảng cách rất dài.